# Несвади
Несвади (словац. Nesvady) — село в окрузі Комарно Нітранського краю Словаччини. Площа села 57,86 км². Станом на 31 грудня 2015 року в селі проживало 5096 жителів. Протікає річка Стара Нітра.

## Історія
Перші згадки про село датуються 1269 роком.

## Географія
Протікають канал Мала Аняла; Мартовський канал і Ландорський канал.

## Населення
| Рік:            | 1994. | 2004.   | 2014. | 2024.   |
| --------------- | ----- | ------- | ----- | ------- |
| Кількість осіб: | 5113  | 5000    | 5100  | 4963    |
| Різниця:        |       | -2,21 % | +2 %  | -2,68 % |

| Рік:            | 2023. | 2024.   |
| --------------- | ----- | ------- |
| Кількість осіб: | 4974  | 4963    |
| Різниця:        |       | -0,22 % |